# Chiesa del Sacro Cuore (Santeramo in Colle)
La chiesa del Sacro Cuore di Santeramo in Colle fu costruita nel 1891 da Vito Calabrese con il titolo dell'Addolorata e donata il 1º settembre 1893, insieme al suolo e ai locali annessi, ai missionari del Preziosissimo Sangue. Il 24 giugno 1940 l'Arcivescovo Marcello Mimmi vi eresse la parrocchia sotto il titolo del Sacro Cuore. I primi lavori di restauro furono eseguiti nel 1949. Altri lavori di rinnovamento furono eseguiti dai parroci successivi.